# Francesco Aracri
Francesco Aracri (Spoleto, 11 luglio 1952) è un politico italiano.

## Biografia
Dopo la maturità classica conseguita presso la Scuola Santa Maria di Roma si laurea in Giurisprudenza all'Università Sapienza di Roma e si specializza in diritto amministrativo.
Nel 1976 entra a far parte dell'ufficio legale del CIP (Comitato Interministeriale Prezzi), organismo inizialmente sotto Presidenza del Consiglio dei ministri.
Nel 1980 diviene dirigente del Ministero dell'industria, del commercio e dell'artigianato presso le direzioni finanziamenti all'industria e direzione del personale, mentre nel 1981 ricopre il ruolo di capo della segreteria dell'allora sottosegretario alla difesa Americo Petrucci.

### Attività politica
Nel 1994, a 42 anni, intraprende la carriera politica nelle file di Alleanza Nazionale di Gianfranco Fini. Diviene componente del Comitato promotore del partito, responsabile per il Lazio dei circoli di Alleanza Nazionale, componente della Direzione Nazionale di Alleanza Nazionale e Segretario Regionale.
Nel 1995 si candida e viene eletto, ottenendo 8.000 voti di preferenza, al Consiglio regionale del Lazio sotto il governo di Piero Badaloni. Nel corso del mandato ricopre il ruolo di componente della Commissione Lotta alla criminalità e di Vicepresidente della Commissione Trasporti e Lavori Pubblici.
Nel 2000 si candida nuovamente al consiglio della Regione Lazio. Viene eletto ottenendo 18.000 voti di preferenza e viene nominato, sotto il governo di Francesco Storace, Assessore ai Trasporti e ai Lavori Pubblici della Giunta regionale (2003) e Presidente della commissione Problematiche Sociali (2003-2005).
Nel 2005 si candida per la terza volta al consiglio regionale del Lazio. Viene eletto con 24.000 voti di preferenza sotto il governo di Piero Marrazzo e lavora nella Commissione Trasporto e Lavori Pubblici.
Nel 2008 aderisce al Popolo della Libertà.
Alle elezioni politiche del 2008 viene eletto deputato nella XVI Legislatura nelle liste del Popolo della Libertà nella circoscrizione Lazio 2.
Alla Camera dei Deputati è membro della Commissione Ambiente, Territorio e Lavori Pubblici e della Commissione Finanze.
Alle elezioni politiche del 2013 viene eletto senatore nella XVII Legislatura sempre nelle liste del Popolo della Libertà.
Ricopre l'incarico di membro della Commissione Lavori pubblici e comunicazione e della Commissione Agricoltura .
Il 16 novembre 2013, con la sospensione delle attività del Popolo della Libertà, aderisce a Forza Italia.
Il 25 maggio 2017 abbandona il gruppo di Forza Italia al Senato (pur rimanendo nel partito) ed aderisce al neonato gruppo parlamentare di centro-destra Federazione della Libertà.
Non è più ricandidato in Parlamento alle elezioni politiche del 2018.

## Controversie
Si definisce "un originale interprete della Rivoluzione liberale", ma il 23 dicembre 2013 propone e fa approvare l'emendamento che dà ai sindacati il potere di veto sui licenziamenti nelle municipalizzate di Roma.
Ha fatto scalpore l'assunzione della moglie Serenella Ferrantini come dirigente dell'azienda Astral Spa controllata dalla Regione Lazio assieme alla figlia Antonella Aracri, e l'assunzione dell'altra figlia Diletta Aracri in una municipalizzata del Comune di Roma (Roma servizi per la mobilità). Assunto in ATAC anche l'ex compagno di quest'ultima, Nicola Valeriani, all'epoca genero del deputato Aracri, finito nello scandalo Parentopoli.
Nel gennaio del 2015 viene sorpreso, durante la votazione al Senato riguardante l'Italicum, a votare al posto di un altro senatore quel giorno assente, tra l'altro esprimendo un voto sbagliato.